# Wyższa Szkoła Turystyki i Ekologii w Suchej Beskidzkiej
Wyższa Szkoła Turystyki i Ekologii w Suchej Beskidzkiej (WSTiE) – niepubliczna uczelnia z siedzibą w zamku suskim zwanym Małym Wawelem. Powstała w 2001 roku i prowadzi studia na trzech wydziałach: Turystyki i Rekreacji, Informatyki oraz Nauk Społecznych, w systemie stacjonarnym i niestacjonarnym. Rektorem uczelni jest dr Marek Łabajl, kanclerzem Maria Grzechynka.

## Edukacja
Wydział Turystyki i Rekreacji, kierunek Turystyka i Rekreacja
studia I stopnia – licencjackie specjalności:
- zarządzanie markowym produktem turystycznym
- hotelarstwo i gastronomia
- menedżer SPA i Wellness
- zarządzanie promocją regionalną i lokalną
- zarządzanie turystyką zrównoważoną

studia II stopnia – magisterskie specjalności:
- menedżer turystyki
- turystyka międzynarodowa
- kreacja innowacyjnych produktów turystycznych

Wydział Informatyki, kierunek Informatyka
studia I stopnia – inżynierskie specjalności:
- elektronika komputerowa
- inżynieria oprogramowania
- systemy baz danych
- technologie multimedialne i grafika komputerowa

Wydział Nauk Społecznych, kierunek Politologia
studia I stopnia – licencjacie specjalności:
- e-biznes i media społecznościowe
- dziennikarstwo i media społecznościowe
- komunikacja społeczna – public relations
- polityka regionalna i samorządowa

Studia podyplomowe kwalifikacyjne:
- Turystyka i hotelarstwo dla nauczycieli
- Gastronomia i żywienie człowieka dla nauczycieli
- Informatyka z elementami grafiki komputerowej i multimediów dla nauczycieli

Studia podyplomowe doskonalące: 
- Menedżer Hotelu
- Menedżer turystyki zdrowotnej i wellness
- Inwestowanie w nieruchomości
- Nowoczesne technologie i strategie w biznesie turystycznym i hotelarskim
- Menedżer turystyki i hotelarstwa
- Menedżer SPA i Wellness
- Agroturystyka
- Nowoczesne technologie informatyczne w poprawie efektywności przedsiębiorstw
- Inżynieria oprogramowania
- Grafika komputerowa i multimedia
- Sieci komputerowe – projektowanie i zarządzanie
- Tworzenie aplikacji internetowych
- Metody kreowania wizerunku firmy na rynku europejskim
- Planowanie kampanii reklamowych i działań media relations w regionie
- Kreowanie wizerunku politycznego
- Zarządzanie projektami unijnymi

## Działalność studencka
- Samorząd studencki
- Koła naukowe
- Wolontariat
- Klub studencki „U Stańczyka”

## Praktyki i staże
WSTiE powołała Akademickie Biuro Karier, które zajmuje się kompleksową organizacją praktyk krajowych i zagranicznych, zarówno obowiązkowych, przewidzianych w programie studiów (w tym w ramach Erasmusa), jak i dodatkowych – dla studentów, którzy chcą zdobyć większe doświadczenie zawodowe. ABK oferuje praktyki zawodowe w renomowanych firmach branży turystycznej, informatycznej i public relations w kraju i za granicą, m.in. w USA, Niemczech, Francji, Wielkiej Brytanii, Hiszpanii, Irlandii, Grecji, we Włoszech, Bułgarii, Egipcie i na Cyprze. Studenci odbywają też staże w Parlamencie Europejskim w Brukseli. Dzięki wyjazdom, które gwarantuje Uczelnia, studenci mają niezwykłą okazję podniesienia swoich kwalifikacji językowych, poznania nowych kultur, zwiedzenia ciekawych zakątków świata. Przebywając w międzynarodowym towarzystwie, zdobywają nie tylko cenne doświadczenie życiowe, ale budują swoją drogę do kariery zawodowej. Pracują w najatrakcyjniejszych ośrodkach turystycznych, gdzie wykorzystują szanse nawiązania cennych kontaktów z pracodawcą, co pozwala na ponowny wyjazd w kolejnych latach, dłuższy staż po studiach, a nawet pracę w polskim przedstawicielstwie firmy.

## Program Study&Work
Kluczowym elementem programu jest rozwijanie współpracy z biznesem mającej na celu zagwarantowanie studentom WSTiE możliwości podjęcia pracy zawodowej w trakcie studiów lub praca po studiach. Ten innowacyjny model studiów skierowany jest do osób, które – są zainteresowane edukacją na najwyższym poziomie i jednocześnie zdobyć niezbędne praktyczne doświadczenie zawodowe.

## Współpraca zagraniczna
- współpraca z uczelniami zagranicznymi
- udział w programie Erasmus
- programy wymiany dla studentów i pracowników naukowych

## Projekty unijne
WSTiE obecnie realizuje program Nowe specjalności, staże i warsztaty szansą na wzmocnienie i rozwój potencjału dydaktycznego WSTiE, współfinansowany ze środków europejskich. Projekt jest odpowiedzią na zapotrzebowanie lokalnego i regionalnego rynku pracy i wpisuje się w strategię rozwoju uczelni. Przedsięwzięcie obejmuje nowe specjalności: Zarządzanie promocją regionalną i lokalną oraz Zarządzanie turystyką zrównoważoną.